# Протокол спољашње капије
Протокол спољашње капије (енгл. Exterior Gateway Protocol, EGP) је превазиђени протокол рутирања који је првобитно дефинисао Ерик К. Розен (енгл. Eric C. Rosen) из предузећа Bolt, Beranek and Newman, и Дејвид Л. Милс (енгл. David L. Mills) 1982. године. Први пут је описан у  827 и формално дефинисан у  904 (1984). EGP је једноставан протокол доступности и, за разлику од модерних протокола вектора удаљености и протокола вектора пута, ограничен је на стаблолике топологије.
Током раних дана Интернета EGP верзија 3 (EGP3) се користила за повезивање аутономних система. Тренутно,  верзија 4 је прихваћен стандард за Интернет рутирање и у суштини је заменио знатно ограниченији EGP3.

## Историја и развој
Као и његов интерни пандан , EGP је развијен од стране Интернет пионира предузећа Bolt, Beranek and Newman почетком 80-их година XX века. То је први пут званично описано као Интернет стандард у  827, Exterior Gateway Protocol (EGP), објављен у октобру 1982. године. Овај нацрт документа је замењена у априлу 1984. године са  904, Exterior Gateway Protocol Formal Specification. Као и GGP, EGP се сада сматра застарело, пошто је протоколом BGP. Међутим и GGP и EGP су важан део историје TCP/IP рутирања.

## Преглед операција
је одговоран за пренос информација о доступности мреже између суседних рутера, који могу а не морају бити у различитим аутономним системима. Рад протокола EGP је донекле сличан раду протокола BGP. Сваки EGP рутер одржава базу података о томе које мреже су му доступне и на који начин може да дође до њих. Он шаље ове информације редовно сваком рутеру са којим је директно повезан. Рутери примају ове поруке и ажурирају своје табеле рутирања (базе података), а затим користе тако добијене информације за обавесте њима директно доступне рутере, итд. Информације о томе како да се дође до било које мреже пропагирају се целом интерном мрежом.

## Процес размене информација о рутирању
Сам процес размене информација о рутирању укључује неколико корака у циљу откривања комшија, те постављања и одржавања комуникације. Укратко, то су следећи кораци:
- Прибављање информација о суседима. Сваки рутер покушава да успостави везу са сваким од суседних рутера слањем Neighbor Acquisition Request поруке. Када сусед добије захтев, он може да одговори Neighbor Acquisition Confirm поруком да би обавестио пошаљиоца да је препознао захтев и да жели да се успостави веза или може одбити захтев одговарајући Neighbor Acquisition Refuse поруком. За потенцијалну EGP везу између два суседа сваки сусед мора прво да потврдно одговори на захтев.

- Комшија Реацхабилити. Након стицања сусед, рутер проверава да ли комшија је доступна и функционише правилно на редовној основи. Ово се врши слањем ЕГП Поздрав поруку сваком комшија за које је веза била успостављена. Комшија одговоре са сам Чули сте (ИХУ) поруку. Ове поруке су донекле аналогна БГП кеепаливе поруку, али се користе у парова.

- Мрежа Реацхабилити ажурирање. рутер шаље Анкета поруке на редовној основи да сваки од њених суседа. Комшија одговара са Ажурирање поруку која садржи податке о мрежама да је у стању да достигне. Ове информације се користе за ажурирање табеле усмеравања од уређаја који је послао анкету. Комшија може одлучити да прекине везу (која се зове комшија де стицања) слањем прекид поруку, сусед одговара прекиду ватра (призна) поруку.

Као што сам поменуо раније, примарна функција у раним Интернет је за повезивање периферних рутера или групе рутера на Интернет језгра. Стога је пројектован под претпоставком да је био повезан Интернетворк као хијерархијског стабла, са Цоре као роот. ЕГП није дизајниран да произвољне топологије аутономних система БГП као што су, и не може да гарантује одсуство рутирања петљи уколико такве постоје у петље повезивање суседних рутера. Ово је део разлога због БГП је потребно да се развија као интернет преселила у више произвољне структуре аутономни систем веза, сада је у потпуности заменио ЕГП.

## Пријављивање грешака
Порука о грешци је такође дефинисана и она је слична нотификационој поруци (енгл. Notification message) протокола BGP када је реч о улози и структури. Она може да буде послата од стране комшије као одговор на пријем EGP поруке у случајевима када сама порука има проблем (као што су погрешна дужина поруке или неочекиван податак у неком пољу) или када је потребно указати на проблем у начину коришћења поруке (као што су претерано чести пријеми поруке Hello или Poll). За разлику од нотификационе поруке протокола BGP, EGP рутер не мора да раскинете везу када шаљете поруку о грешци.